# کنمار (پنسیلوانیا)
کنمار (به انگلیسی: Kenmar) یک منطقهٔ مسکونی در ایالات متحده آمریکا است که در پنسیلوانیا واقع شده‌است. کنمار ۴٬۱۲۴ نفر جمعیت دارد.